# All for You: A Dedication to the Nat King Cole Trio
All for You – trzeci album kanadyjskiej jazzowej pianistki i wokalistki Diany Krall wydany w 1995 roku.

## Lista utworów
1. "I'm an Errand Girl for Rhythm" – 2:55
2. "Gee Baby, Ain't I Good to You" – 4:07
3. "You Call It Madness"  – 4:57
4. "The Frim-Fram Sauce|Frim Fram Sauce"  – 5:01
5. "Boulevard of Broken Dreams" – 6:27
6. "Baby, Baby All the Time" – 5:56
7. "Hit That Jive, Jack!" – 4:16
8. "You're Looking at Me" – 5:55
9. "I'm Through with Love" – 4:26
10. "'Deed I Do" – 5:52
11. "A Blossom Fell" – 5:15
12. "If I Had You" – 4:55
13. "When I Grow Too Old to Dream" (bonusowy utwór)

## Twórcy

### Muzycy
- Diana Krall – pianino, wokal
- Benny Green – pianino
- Paul Keller – gitara basowa
- Steve Kroon – perkusja
- Russell Malone – gitara

### Techniczni
- Tommy LiPuma – producent
- Al Schmitt – dźwiękowiec
- Al Schmitt – miksowanie
- Doug Sax – mastering
- Robin Lynch – dyrektor artystyczny
- Laurie Goldman, Robin Lynch – projekt okładki
- Tom Tavee – fotograf
- Terry Teachout